# Route 772 (Nouveau-Brunswick)
Pour les articles homonymes, voir Route 772.
La route 772 est une route locale du Nouveau-Brunswick située dans l'extrême sud-ouest de la province, sur l'île Deer, dans l'océan Atlantique. Elle traverse une région agricole et aquatique, alors qu'elle fait le tour de l'île et suit la côte. De plus, elle mesure 20 kilomètres, est pavée sur toute sa longueur, et effectue une boucle en fin de parcours pour revenir sur elle-même, une boucle en forme de «q».

## Tracé
La 772 débute au traversier depuis Letete et Saint-George, à Stuart Town, soit depuis la route 172. Ce traversier est long d'environ 6 kilomètres.
La 772 commence par se diriger vers le sud en étant play ou moins sinueuse et en traversant notamment Lambertville. Elle effectue ensuite une boucle pour faire le tour du sud de l'île, traversant notamment Chocolate Cove et Leonardville. Elle se termine sur elle-même, une fois la boucle complétée, au nord-ouest de Leonardville.

## Intersections principales
| route 772                     |              |    |                                                         |                               |
| Comté                         | Location     | km | Intersection/Destinations                               | Notes                         |
| Comté de Charlotte (île Deer) | Stuart Town  | 0  | traversier vers R-172, Letete, Saint-George, Saint Jean | début de la 772               |
| Comté de Charlotte (île Deer) | Lambertville | ~2 | chemin Hersonville ouest, Hersonville, Northern Harbour |                               |
| Comté de Charlotte (île Deer) | Leonardville | 20 | R-772, Chocolate Cove, Lambertville                     | Fin de la 772 et de la boucle |